# Mortierella echinulata
Mortierella echinulata är en svampart som beskrevs av Harz 1871. Mortierella echinulata ingår i släktet Mortierella och familjen Mortierellaceae.   Inga underarter finns listade i Catalogue of Life.